# 527205 Zhongdatianwen
527205 Zhongdatianwen este o planetă minoră (asteroid) din centura de asteroizi. A fost descoperită pe 6 octombrie 2007 la Xuyi County⁠(d) de . 
Obiectul prezintă o orbită caracterizată de o semiaxă mare de 2,3315916793242 UAi, o excentricitate de 0,22687439801, o înclinație de 4,2647040149589 ° în raport cu ecliptica.